# Puente de San Antón (Cuenca)
El puente de San Antón, o de San Antonio,  es un puente de piedra que atraviesa el río Jucar, en la ciudad española de Cuenca.

## Descripción
El puente, que da paso al popular barrio de San Antón, fue construido en el siglo XVIII, vino a sustituir a otro puente mucho más antiguo, al parecer, de origen musulmán.
Está situado exactamente en el primer tramo de la hoz del Júcar, y al otro lado del puente se halla la iglesia de la Virgen de la Luz, templo de estilo renacentista que alberga la divinidad de la patrona de la ciudad. Es comúnmente llamado «puente de San Antón» por los conquenses.